# Genevekonventionen
Geneve-konventionen (som er fire konventioner og tre tillægsprotokoller) angiver alment gældende retningslinjer som alle krigsførende skal følge, som skal sikre, at civilbefolkningen ikke udsættes for direkte angreb, at sårede kan få behandling, at krigsfanger kan få nødhjælp og kommunikere med deres familier og at personer, som ikke længere tager del i en konflikt, får beskyttelse.
I Danmark er konventionerne transformeret til at være gældende lov i 1951. Sammen med Haag-reglerne udgør Geneve-konventionerne Den Humanitære Folkeret.
Overskrifter for de 4 konventioner og de 3 protokoller er følgende: 

## Konvention I
Om forbedring af forholdene for de sårede og syge i væbnede styrker i felten. Fastsætter regler for beskyttelse af militært personel, som bliver såret eller syg.

## Konvention II
Om forbedringen af forholdene for de sårede, syge og skibbrudne medlemmer af marinen. Udvider beskyttelsen for sårede, syge og skibbrudne medlemmer af søstridsmagten.

## Konvention III
Som angår behandlingen af krigsfanger. Opregner krigsfangers rettigheder.

## Konvention IV
Som angår beskyttelse af civilbefolkning i krigstid.

## Protokol I
Tillæg til Geneve-konventionerne af 12. august 1949, der angår beskyttelsen af ofre for internationale væbnede konflikter. Udvider beskyttelsen for ofre for krigshandlinger mod racistiske regimer og for befrielseskrige.

## Protokol II
Tillæg til Geneve-konventionerne af 12. august 1949, der angår beskyttelsen af ofre for ikke-internationale væbnede konflikter. Udvider beskyttelsen for ofre for interne konflikter, hvor en væbnet opposition kontrollerer tilstrækkeligt territorium til at udføre vedvarende militære operationer.

## Protokol III
Tillæg til Geneve-konventionerne af 12. august 1949 gennemført under den diplomatiske konference den 8. december 2005.

## Eksterne henvsninger
1. ↑  De fire Genève-konventioner
2. ↑  "Den Humanitære Folkeret og Danmark" (PDF). Arkiveret fra originalen (PDF) 18. april 2016. Hentet 15. maj 2017.

- Konventionerne hos Den Internationale Røde Kors Komité (engelsk)
- Bekendtgørelse om Danmarks tilslutning til Genevekonventionerne. Bekendtgørelsen indeholder en dansk oversættelse af konventionsteksterne.
- Geneve Konventionen – 4 konventioner og 3 protokoller – Original tekst

| Jura | Spire Denne juraartikel er en spire som bør udbygges. Du er velkommen til at hjælpe Wikipedia ved at udvide den. |